# Altiplà de Sornià

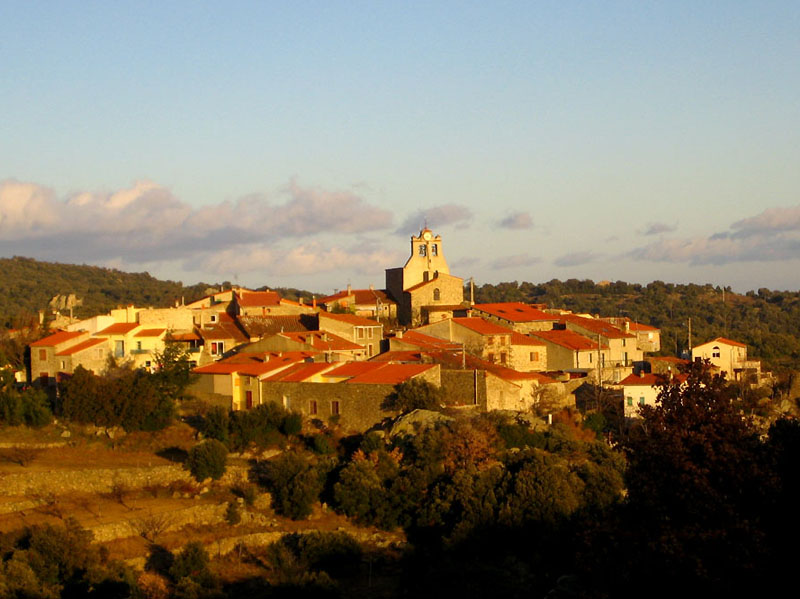
Arboçols, un de dos municipis del Conflent situat a l'Altiplà i que en marquen el límit meridional

L'Altiplà de Sornià és una zona geogràfica situada entre les comarques del Conflent i la Fenolleda, a la Catalunya Nord. Rep també el nom dels Aspres, nom que comparteix amb la subcomarca natural dels Aspres del Rosselló. Orogràficament, totes dues formen part d'un sol altiplà que ocupa l'est del Conflent i l'oest del Rosselló, tallat en dos pel pas del riu Tet. L'Alitplà de Sornià forma part de la Serra de Madres, amb el riu Aglí com a límit septentrional. En termes de la divisió comarcal tradicional, l'Altiplà de Sornià ocupa una gran part de la Fenolleda i només una petita franja del nord del Conflent. Administrativament, correspon a grans trets al cantó de Sornià però també inclou alguns municipis a l'oest que no en són part. Els límits de la subcomarca corren des de la roca Rossellonesa a Arboçols, Tarerac i Montalbà del Castell al sud fins a Bellestar, Planeses, Rasigueres (la Tor de França ja és a les Corberes), Sant Martí de Fenollet, Fossa i Virà al nord.
El límit de la llengua catalana també passa enmig d'aquesta zona, si bé la major part de l'Altiplà és occitanoparlant. La vila més significant i la que dona nom a la subcomarca és Sornià, i una gran part dels municipis pertanyen a la Mancomunitat de municipis de Vinçà-Canigó. El territori és, a grans trets, aspre i mediterrani, i conegut per les roques granítiques i arrodonides que sobreïxen del terra per a formar sorprenents accidents geogràfics.